# Hopwarkruid
Hopwarkruid (Cuscuta lupuliformis) is een eenjarige parasitaire plant die behoort tot de windefamilie (Convolvulaceae) (vroeger de warkruidfamilie (Cuscutaceae)).
De soort staat op de Nederlandse Rode lijst van planten als zeldzaam en stabiel. De soort komt oorspronkelijk uit Oost- en Midden-Europa en West-Siberië.

## Kenmerken
De plant wordt 1 tot 2 meter hoog. De planten bloeien van juni tot in de herfst met witte tot roze/rode bloemen. De vrucht is een doosvrucht.
Hopwarkruid groeit op vochtige en voedselrijke grond. De plant parasiteert op wilgen, bramen, eiken, de gewone vogelkers en de grote brandnetel.